# 分子探针

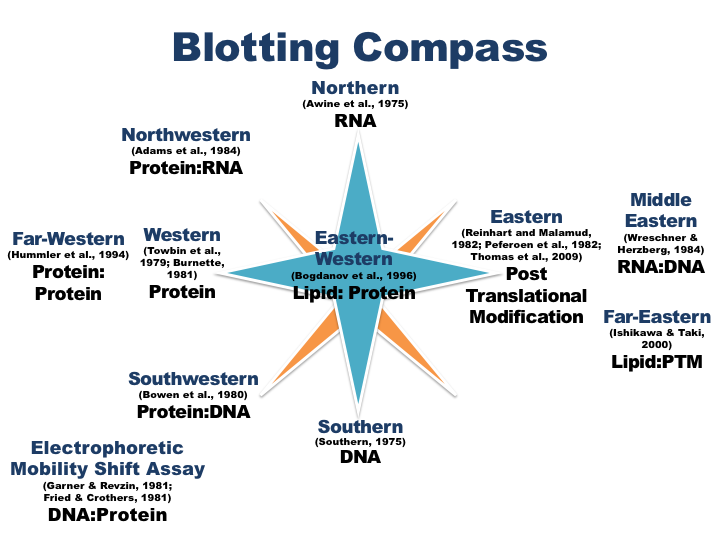
分子探针的指南针

分子探针（英语：Molecular probe）是分子生物学或化学中用于研究其他分子或结构的性质的一组原子或分子。如果所用分子探针的某些可测量特性在与分析物相互作用时发生变化（例如吸光度变化），则可以研究探针与分析物之间的相互作用。这使得间接研究难以直接研究的化合物和结构的性质成为可能。
分子探针的选择取决于正在研究的化合物或结构以及感兴趣的性质。放射性DNA或RNA序列用于分子遗传学，通过分子杂交检测互补序列的存在。

## 常见探针
- 地黄苷元（英语：Digoxigenin）
- 8-苯胺-1-萘磺酸
- 卟啉
- BODIPY[2]
- 花菁
- 杂交探针